# Aeroporto Municipal José Figueiredo
O Aeroporto Municipal José Figueiredo, mais conhecido como Aeroporto de Passos, localiza-se no município de Passos, interior do estado de Minas Gerais. Teve sua inauguração em março de 2010, pelo então Governador Aécio Neves. 